# ムゲンエステート
株式会社ムゲンエステートは、不動産買取再販・不動産賃貸事業を行う株式会社である。東京証券取引所スタンダード市場の上場企業である。

## 概要
本社は中央区日本橋に所在する。平成2年5月に設立。その後平成9年8月には子会社「株式会社フジホーム」を設立。
主に中古不動産（マンション）等を買い取り、リフォーム後再生不動産として販売を行っている。
東京・神奈川・埼玉・千葉を中心に活動している。
2016年より、Jリーグ・横浜F・マリノスとのスポンサー契約を締結した。